# Haibatullah Akhundzada
Haibatullah Akhundzada (en pachto : هبت الله اخونزاده, Haibatullāh Aḫūndzāda), né en 1961 dans le district de Panjwai, est un érudit musulman et homme d'État afghan. Il est l'actuel chef suprême des talibans et dirigeant de facto de l'Afghanistan, depuis l'offensive talibane de 2021.
Dans les années 2000-2010, il aurait été l'auteur de la majorité des avis juridiques (fatwa) des talibans, ainsi que le président de leurs tribunaux islamiques. Contrairement à la plupart des dignitaires talibans, il serait resté en Afghanistan durant toute la durée de la guerre commencée en 2001. Il devient chef des talibans en 2016, à la suite de la mort de Akhtar Mohammad Mansour dans une frappe de drone américaine au Pakistan.
Comme ses prédécesseurs Mansour et le mollah Omar, il se voit attribuer le titre de commandeur des croyants de l'émirat islamique d'Afghanistan, qui est officiellement restauré en 2021.

## Origines
Haibatullah Akhundzada est né en 1961 dans le district de Panjwai de la province de Kandahar du royaume d'Afghanistan. Il appartient au clan Nourzaï (en) de la tribu pachtoune des Durrani. Son prénom, qui est par ailleurs davantage donné aux filles qu'aux garçons, signifie « cadeau d'Allah » en arabe,,. Son père, le mollah Mohammad Akhound, était un cheikh respecté ainsi que l’imam de la mosquée de son village natal. Ne disposant pas de terres ou de vergers qui lui soient propres, la famille d'Akhundzada dépendait économiquement de ce que les fidèles donnaient à son père en espèce ou en fruit de leurs récoltes. Akhundzada étudia les sciences religieuses sous la houlette de son père. À la suite de l'invasion soviétique de l'Afghanistan, sa famille émigra à Quetta et il y poursuivit son instruction religieuse dans un séminaire.

## Débuts au sein des talibans
Après la prise de Kaboul par les talibans en 1996 et l'instauration de l'émirat islamique d'Afghanistan, Haibatullah Akhundzada travaille comme fonctionnaire du ministère pour la Promotion de la vertu et la Répression du vice dans la province de Farah. Par la suite, il déménage à Kandahar, où il est nommé enseignant (ustad) dans une école coranique (madrassa) supervisée par le mollah Omar comptant plus de 100 000 élèves. Haibatullah Akhundzada poursuit son ascension politique en étant nommé juge en chef des tribunaux de la charia de l'émirat islamique d'Afghanistan. Plutôt qu’un seigneur de guerre ou un commandant militaire, il est un chef religieux respecté, à l'origine de la plupart des avis juridiques (fatwa) des talibans et actif dans le règlement des litiges (notamment sur des questions religieuses) entre ces derniers. Le mollah Omar et le mollah Mansour consultaient régulièrement Haibatullah Akhundzada au sujet de l'émission d'avis juridiques (ifta).
Contrairement à ses prédécesseurs ayant déménagé de façon permanente de l'autre côté de la ligne Durand après l'invasion américaine, Akhundzada, lui, est resté en Afghanistan tout au long de la période 2001-2016, sans qu'on lui connaisse de voyage à l'étranger bien qu'il ait maintenu des liens étroits avec le conseil consultatif (choura de Quetta) des talibans basé à Quetta.
Promu chef adjoint des talibans en 2015, Akhundzada instaure un système de commissions placées sous l'autorité du gouverneur fantôme de chaque province afin de prévenir d'éventuels abus de la part des commandants et des soldats talibans.
Selon le mollah Ibrahim, un disciple d'Akhundzada interviewé par le New York Times, Akhundzada aurait fait l'objet en 2012 d'une tentative d'assassinat à Quetta : « Au cours d'une de ses conférences à Quetta il y a environ quatre ans, un homme s'est tenu debout parmi les étudiants et a braqué un pistolet sur Mawlawi Akhundzada à bout portant, mais le pistolet s'enraya […] Il a essayé de lui tirer dessus, mais il échoua, et les talibans se sont précipités pour l'attaquer […] Mawlawi Akhundzada n’a pas bougé dans le chaos ».
L'existence supposée de cette tentative d'assassinat (que les talibans attribueront à la Direction nationale de la sécurité, le service de renseignement du gouvernement afghan) vient contredire les rapports affirmant que Haibatullah Akhundzada n'aurait pas quitté l'Afghanistan entre l'invasion américaine et sa nomination à la tête des talibans.

## À la tête des talibans

### Nomination
Haibatullah Akhundzada est nommé chef suprême des talibans le 25 mai 2016. Cette nomination se produit après trois jours de concertation au sein du conseil consultatif (choura) du mouvement, qui s'est réuni dès le lendemain de l'assassinat du mollah Mansour. Mansour et son chauffeur personnel furent tués par une frappe de drone américaine au Pakistan, approuvée par le président américain Barack Obama,. Akhundzada a été l'un de ses deux adjoints (l'autre étant Seraj Haqqani, le dirigeant du très influent réseau Haqqani) et, d'après des sources talibanes, Mansour l'aurait explicitement choisi pour être son successeur dans son testament.
Akhundzada reconduit Seraj Haqqani dans ses fonctions de chef adjoint et promeut le mollah Mohammad Yaqoub (fils aîné du mollah Omar) au poste de deuxième adjoint. Par ailleurs, il continua de superviser un certain nombre d'écoles coraniques (madaris) dans la province pakistanaise du Baloutchistan, voisine de l'Afghanistan.
Certains observateurs étrangers pensent qu'il existait un certain nombre de divergences au sein des talibans quant à la nomination du successeur de Mansour. Les noms de Mollah Yaqoob et de Seraj Haqqani (le plus important taliban lié au réseau Haqqani) sortant clairement du lot. Considéré comme une figure neutre et relativement peu connue par la base du mouvement, Akhundzada est donc choisi comme chef, Mohammad Yaqoub et Seraj Haqqani comme ses adjoints afin d'éviter d'éventuels conflits internes.
En décembre 2016, le mollah Abdul Sattar Akhound et l'ancien ministre de l'Intérieur (en) de l'émirat islamique d'Afghanistan, Abdur Razzaq (en), lui prêtent tous deux allégeance (bay'a).

### Décès de son fils dans une opération suicide
Le 20 juillet 2017, Yousef Ahmadi (en), l'un des deux principaux porte-paroles des talibans (l'autre étant Zabihullah Mujahid), affirme que le fils d'Akhundzada, Abdur Rahman, âgé de 23 ans, a trouvé la mort au cours d'un attentat-suicide contre une base militaire de l'armée nationale afghane dans la ville de Gereshk (en) au nord de Lashkar Gah dans la province du Helmand. Akhundzada devient ainsi le premier chef suprême des talibans en exercice à perdre son fils dans une telle opération.

### Meurtre d'une partie de sa famille au Pakistan
Le 16 août 2019, son frère cadet (Hafiz Ahmadullah) et son père (Mohammad Khan) sont tués tandis que deux de ses neveux et son fils sont blessés par une violente déflagration provoquée par un engin explosif improvisé (placé sous la chaire de l’imam) alors qu'ils assistaient à la prière du vendredi dans la mosquée Khairul Madaris de Kuchlak (en), à 25 kilomètres au nord-ouest de Quetta,,. Le Haut Conseil de l'émirat islamique d'Afghanistan, une faction dissidente des talibans dirigée par le mollah Mohammad Rassoul (en) et qui serait soutenue en sous-main par les États-Unis et les services secrets afghans, revendique rapidement l'attentat. Le mollah Abdoul Manan Niazi, chef adjoint du Haut Conseil, déclare à la presse : « Nous avons mené [l'attentat] contre la madrassa de Kuchlak pour éliminer le mollah Haibatullah qui est en train de conclure un accord avec les États-Unis contre [nos] principes. [L'attentat] a été mené par des personnes autrefois proches du mollah Haibatullah ».

### Infection supposée à la Covid-19
Le 29 mai 2020, le site web du magazine Foreign Policy publie un rapport non confirmé de « responsables talibans » affirmant qu'Akhundzada a contracté la Covid-19 et en était possiblement décédé,. Trois « figures talibanes » de Quetta, au Pakistan contactées anonymement par Foreign Policy « croyaient Akhunzada mort du » nouveau coronavirus. D'autres informateurs de Foreign Policy au sein du conseil consultatif (choura) de Quetta affirmèrent pour leur part qu'« Akhunzada est allé en Russie pour se faire soigner ».
Le 2 juin 2020, le porte-parole des talibans Zabihullah Mujahid annonce dans un tweet qu'aucun des dignitaires du mouvement (Haibatullah Akhundzada compris) n'avait contracté la Covid-19 ou n'en était décédé. Sayed Mohammad Akbar Agha, un ancien commandant militaire taliban vivant désormais à Kaboul, déclare à Radio Azadi que le rapport concernant la mort du mollah Akhundzada était « faux ».

## Dirigeant suprême de l'Afghanistan
Lors de l'offensive des talibans de 2021, une série rapide de capitulations permet aux talibans de reprendre le pouvoir et de restaurer l'émirat islamique d'Afghanistan. Kaboul est prise le 15 août 2021.
Le 30 octobre 2021, il fait sa première apparition publique depuis la restauration de l'émirat islamique à l'occasion d'une visite de la madrassa Hakimiya, une école coranique de Kandahar, mettant ainsi fin aux rumeurs qui le disaient mort ou terré au Pakistan.
Le 3 décembre 2021, il édicte un avis juridique (fatwa) sur les droits des femmes dans lequel il interdit notamment le mariage forcé de ces dernières, en conformité avec le droit hanafite.
Le 29 décembre 2021, alors que le pays est traversé par une vague d'exécutions extrajudiciaires, il rédige un nouvel avis juridique en 18 points dont le premier enjoint de respecter l'amnistie à l'égard des anciens fonctionnaires et collaborateurs de la république islamique d'Afghanistan.
Le 1er mai 2022, il fait sa deuxième apparition publique depuis la restauration de l'émirat islamique à l'occasion de la prière de l’aïd el-Fitr, qu'il préside dans la mosquée Id Gah de Kandahar.
Le 7 mai 2022, le ministère pour la Promotion de la vertu et la Répression du vice publie un décret, approuvé par Akhundzada, obligeant les femmes afghanes à revêtir le tchador en présence d'hommes qui ne sont pas leur mahram. En cas d'infraction répétée, le décret prévoit plusieurs sanctions : licenciement pour les femmes fonctionnaires, suspension pour les hommes fonctionnaires dont les femmes ne le portent pas et emprisonnement de trois jours renouvelables pour les tuteurs (woulat) des femmes ne le portant pas,.
Le 1er juillet 2022, il participe à la première Loya Jirga organisée par les talibans depuis leur prise de pouvoir. Convoquée pour faire le point sur la situation de l'Afghanistan après un an de gouvernance, cette assemblée réunit plusieurs milliers de dignitaires religieux et chefs tribaux dans l'enceinte de l'université polytechnique de Kaboul (en), où Akhundzada prononce un discours dans lequel il condamne les ingérences étrangères : « Ils disent : « Pourquoi ne faites-vous pas ceci, pourquoi ne faites-vous pas cela ? » Pourquoi le monde s'immisce-t-il dans nos affaires ? ». Il s'agit de sa première apparition publique à Kaboul.
Le 12 octobre 2022, il annonce le lancement d'un audit d'un an sur la mise en œuvre de la loi islamique (charia) en Afghanistan. L'un des buts annoncés de cet audit est de purger les institutions afghanes de l'influence des lois et décrets « illicites et anti-islamiques » pris par le régime précédent. Le 12 novembre 2022, lors d'une réunion avec plusieurs érudits musulmans, juges et présidents de tribunaux de la province de Kandahar, il leur ordonne d'appliquer les peines prescrites (houdoud) et le talion (qisas) aux condamnés qui le méritent, affirmant que « c'est l'ordre de la loi islamique, mon ordre » et qu'« il est obligatoire d'agir en conséquence ».
Le 10 avril 2024, il dirige une nouvelle fois la prière de l’aïd el-Fitr à la mosquée Id Gah de Kandahar.
Le 21 janvier 2025, le procureur général Karim Khan demande à la Cour pénale internationale (CPI) d'émettre des mandats d'arrêt contre lui et le juge en chef, Abdul Hakim Haqqani, pour crimes contre l'humanité, l'oppression et la persécution des femmes et des filles afghanes. Les États membres de la CPI sont tenus d'arrêter les personnes recherchées si elles se trouvent sur leur territoire. Le 8 juillet 2025, la CPI émet effectivement ces mandats d'arrêt, « pour persécution présumée de femmes et de filles afghanes, et de personnes non conformes en matière de genre »,.

## Publications
En qualité d'érudit musulman, il est l'auteur de nombreux livres et articles, dont :
- (ps) Haibatullah Akhundzada, مجاهدینوته د اميرالمومنين لارسووین [« Instructions aux Moudjahidines de la part du commandeur des croyants »],‎ 2017, 122 p.[39]